# Grifo
Grifo (726 - 753 Saint-Jean-de-Maurienne) byl synem Karla Martela, franského majordoma královského paláce a jeho druhé manželky Swanachildy, bavorské princezny z rodu Agilolfingů.

## Životopis
Roku 725 Karel Martel uspořádal válečné tažení proti Grimoaldovi, bavorskému vévodovi. Jeho porážkou se Frankové podíleli na znovusjednocení rozděleného vévodství.
Karel Martel si z tohoto tažení přivezl mezi jinými zajatci i Swanachildu, neteř poraženého vévody. Ovdovělý majordomus si pravděpodobně ještě téhož roku vzal bavorskou princeznu za svoji druhou manželku. Svazek to nebyl rovnocenný. I když Agilolfingové byli do jisté míry podřízeni franským Merovejcům, jednalo se o vladařský rod, čehož Karlovci ještě nedosáhli. Synové z prvního Karlova manželství Pipin III. Krátký a Karloman k maceše nikdy nepřilnuli, stejně jako k svému nevlastnímu bratrovi Grifovi, což se později projevilo na jejich vzájemném vztahu. Ovšem sňatek byl účelný z politického hlediska, založil přátelský vztah mezi Karlem Martelem a Liutprandem, langobardským králem. Swanachilda byla neteří Liutprandovy manželky.
Swanachilda se snažila svým vlivem na Karla Martela posílit pozici svého syna i agilolfinského rodu. Hiltruda, Karlova dcera z předchozího manželství, si na Swanachildin popud vzala za manžela bavorského vévodu Odila, což se sice stalo až po smrti majordoma, ale oba se znali z předešlých let, kdy Odilo na franském dvoře vyhledal azyl.
Karel Martel roku 737 uspořádal své politické dědictví tak, že rozdělil území a vliv pouze mezi své dva starší syny. Především vlivem Swanachildy uspořádání politického dědictví změnil a nejmladšímu synu Grifovi vyčlenil rozsáhlé panství v dnešním centru Francie, kdy z území Neustrie, Austrasie a Burgundska) vyčlenil část území, čímž vzniklo spojené dominium. Učinil tak těsně před svou smrtí. Toto rozhodnutí po jeho smrti nehodlal Pipin ani Karloman respektovat a obou nepohodlných aktérů se snažili zbavit, ti mezitím uprchli se svými stoupenci do Laonu, kde se snažili vyvolat povstání.
Swanachilda byla zadržena a uvězněna v klášteře Chelles u Paříže, kde zůstala až do své smrti. Přibližně patnáctiletý Grifo byl uvězněn v rodinném sídle v Chèvremontu (dnes Vaux-sous-Chèvremont) u Lutychu. Na podporu jeho práv a také jako reakce na smrt Karla Martela a snahy o větší nezávislost se vzbouřili vévodové v Alemanii, Bavorsku i Akvitánii. Ve všech taženích byli oba majordomové a bratři úspěšní, v Alemanii zasahovali dokonce dvakrát, když se zde roku 746 se na krvavém soudu v Cannstattu Karloman tvrdě vypořádal s alamanskými předáky. Alamanskou šlechtu fakticky vyhladil a agilolfinské alamanské vévodství zaniklo, rozdělené tradičně na hrabství v rukou Franků.
V roce 747 se Karloman vzdal úřadu majordoma, syna Droga svěřil do výchovy bratra a odešel do kláštera Monte Cassino v Itálii. Důvody k tomuto kroku nejsou známé, patrně zbožnost, která v 8. století byla důvodem odchodu šlechticů do klášterů či svědomí. Grifo se tak stal vedle Pipina jediným dospělým mužským členem rodu, který mohl zastávat správní funkce. Od Pipina získal svobodu, toto gesto smíření však neocenil a ještě téhož nebo následujícího roku uprchl do Saska, kde se pokusil vyvolat vzpouru. Když se Pipin vydal s vojskem k dnešnímu Schöningenu na jihu Dolního Saska, tak Grifo uprchl do Bavorského vévodství. Když bavorský vévoda Odilo zemřel (nebo v době příchodu Grifa už byl po smrti), pokusil se na úkor vévody Tassila, syna a dědice trůnu, vévodství ovládnout. V roce 749 ale i tady zasáhl Pipin. Bratra nepotrestal, k uspokojení jeho ambicí mu vyčlenil hrabství Le Mans a dalších jedenáct hrabství, což v podstatě představovalo velikost vévodství. Grifo tento svůj úděl nikdy nenavštívil, místo toho utekl do Akvitánského vévodství pod ochranu věčně nezkrotného vazala Franské říše Waiofara, který ho do roku 750 odmítl majordomovi vydat.
Pipin v tomto období měl jiné zájmy. V roce 751 ukončil vládu Merovejců, sesadil Childericha III. z trůnu, nechal ho tonzurovat a poslal ho do kláštera. S posvěcením a pomazáním papeže Zachariáše se nechal dosadit na královský trůn, čímž se stal prvním franským králem z rodu Karlovců.
V roce 753 se Grifo pokusil proniknout do Langobardského království, aby odtud podněcoval další odboj. V Saint-Jean-de-Maurienne se střetl s dvěma královými příznivci, hrabaty Theodem z Vienne a Friederichem z Transjury s nimiž svedl boj a v němž byl zabit. O jeho rodině se nedochovaly žádné další informace. Jisté je, že žádný další Karlovec nebyl nositelem tohoto jména.